# Neubeckum
Neubeckum ist ein Ortsteil der Stadt Beckum im Kreis Warendorf mit rund 10.400 Einwohnern.

## Geschichte

### Ur- und Frühzeit
Archäologische Funde aus der Mitte des 20. Jahrhunderts belegen, dass in der jüngeren Steinzeit, etwa 3000 bis 1800 v. Chr. Menschen in dieser Gegend lebten. Eine dauerhafte Besiedlung ist für die Zeit um Christi Geburt nachgewiesen, als dieses Gebiet zum Kernland des germanischen Stammes der Brukterer gehörte. Im 7. Jahrhundert geriet die Region unter sächsischen Einfluss und bildete kurze Zeit das Grenzland zu den wenig später dominierenden Franken. Etwa seit 1000 n. Chr. breitete sich das kultivierte Land über das reine Acker- und Saatland hinaus in die sogenannten Kämpen und Breden aus. Sie bildeten die Vorläufer der daraus entstandenen Parklandschaft des Münsterlandes.

### Vorläufersiedlung
Die Gemeinde Neubeckum wurde am 1. April 1899 am Beckumer Haltepunkt der Köln-Mindener Eisenbahn durch Ausgliederung aus der Gemeinde Ennigerloh neu gebildet. Bis dahin bildete das Gebiet die Bauerschaft Werl. Diese wurde erstmals wahrscheinlich im 11. Jahrhundert in den Urkunden des Frauenstiftes Freckenhorst, sicher aber im Jahre 1534 als Teil des fürstbischöflichen Amtes Stromberg erwähnt. Durch seine exponierte Lage direkt an dem Hauptverbindungsweg zwischen Warendorf und Beckum waren die Bewohner der Bauerschaft in allen Jahrhunderten von der Soester Fehde (1444–1449) bis zu den Napoleonischen Kriegen zu Beginn des 19. Jahrhunderts immer wieder äußerst schwer betroffen. Während der Reformation fasste nicht so sehr die Lehre Martin Luthers Fuß als die des Calvinismus. Die Täufer hatten im Kirchspiel Ennigerloh eine Hochburg. Seit dem Wiener Kongress (1815) gehörte die Region zu Preußen.
Eine Gründungslegende dieser noch recht jungen Ortschaft besagt, dass den Beckumer Bauern das funkenstiebende Dampfross nicht geheuer war und dass man daher den Landvermessern der Eisenbahn manche Schwierigkeiten in den Weg legte, die sie zum nördlichen Ausweichen brachten. Der tatsächliche Hintergrund ist, dass die neue Eisenbahnstreckenführung das hügelige südliche Grenzland der Münsterländer Bucht wegen der erwarteten hohen Kosten des Baus einer Trasse in dieser schwierigen Topographie ohnehin hätte meiden müssen.

### Verwaltungszugehörigkeit
| Jahr      | Gemeinde                                                     |
| --------- | ------------------------------------------------------------ |
| 1899–1910 | Gemeinde im Amt Oelde                                        |
| 1910–1930 | Gemeinde im Amt Neubeckum                                    |
| 1930–1952 | Gemeinde im Amt Ennigerloh-Neubeckum (mit Sitz in Neubeckum) |
| 1952–1974 | Gemeinde im Kreis Beckum                                     |
| 1.1.1975  | Eingliederung in die Stadt Beckum und den Kreis Warendorf    |

### Im Zweiten Weltkrieg
- 27./28. Mai 1940: erster Bombenabwurf des Krieges im Kreis Beckum: Gehöft Degener
- 22. Februar 1944: Luftangriff, St.-Josephs-Kirche schwer beschädigt
- 23. März 1944: Luftangriff durch die 379th Bomb Group der U.S. Air Force mit 19 B-17, Alarm 11:30 Uhr; es fielen 150 Bomben im Gebiet Friedrichshorst: Wiethagen, Südstraße, Wickingstraße, Dyckerhoffstraße; es gab 8 Tote, 1 Haus wurde völlig zerstört. Diese Einheit hatte u. a. im Sommer des Vorjahres an der Operation Gomorrha teilgenommen.
- 21. Oktober 1944: Luftangriff (Bahnanlagen nahe Hotel Hüttemann, Hauptstraße: Kellermann und Hegenkötter, Bahnhofstraße: Moll)
- 22. Februar 1945: Luftangriff durch P38 Lightning

### Eingemeindung
Am 1. Januar 1975 verlor Neubeckum nach 75 Jahren seine Selbstständigkeit und wurde im Rahmen der Gebietsreform in Nordrhein-Westfalen in die Stadt Beckum eingegliedert.

### Militärgeschichte im Kalten Krieg
- 20. Mai 1976: Bei der damals geheimen Operation „Incoming Red“ der Alliierten diente der Luftraum in der Umgebung Neubeckums für fast zwei Wochen der britischen Royal Air Force (RAF) und der deutschen Luftwaffe als Trainingsgebiet. Dort wurde das Abfangen von tief ins Feindesland eingedrungenen sowjetischen Tiefflugbombern trainiert. Als Aggressor dienten deutsche F-4 Phantom Jäger, die – von aus Gütersloh stammenden Harriern der RAF simuliert – abgeschossen werden sollten. Gleichzeitig gab es eine größere Landung von etwa 300 Fallschirmjägern bei Nacht. Aufgrund der diskreten Durchführung erregte die Operation keine große Aufmerksamkeit bei den Bürgern.
- 14. Juni 1978: Nach einer Beinahe-Kollision mit dem ADAC-Rettungshubschrauber Christoph 8 stürzte ein Bomber Buccaneer mit der Kennung XN975 der RAF um circa 14:30 Uhr auf einem Übungsflug im Hohen Hagen in ein Kornfeld und brannte aus. Die beiden Besatzungsmitglieder S. Lt. Adcock und Flt. Lt. Hammond retteten sich mit dem Schleudersitz.

## Wirtschaft
Die ortsansässige Industrie besteht hauptsächlich aus einigen Schlosserei- und Maschinenbaubetrieben. Der vormals unter Polysius AG firmierende Zementanlagenbauer, heute Teil des ThyssenKrupp-Konzerns, hat hier seinen Standort. Am Ort bestehen außerdem Werke des Faserzementherstellers Eternit AG und des Maschinenbauunternehmens Balcke-Dürr GmbH.
Das Zementwerk Dyckerhoff II des Zementkonzerns Dyckerhoff AG wurde 2007 endgültig stillgelegt.
Seit 1925 befindet sich das Stammhaus der Bauunternehmensgruppe Pollmann (Westfalen und Sachsen), die Karl Pollmann GmbH, in Neubeckum.
Seit 1935 befindet sich das Stammhaus des Pianohauses Micke in Neubeckum.

## Verkehr

### Schienenverkehr

Bahnhof Beckum-Neubeckum

Der für 6,5 Mio. € von 2015 bis 2017 sanierte und barrierefrei umgebaute Bahnhof Neubeckum (jetzt Beckum-Neubeckum) liegt an der Bahnstrecke Hamm–Minden. Er wird jeweils im Stundentakt vom RE 6 „Rhein-Weser-Express“ Köln/Bonn Flughafen–Düsseldorf–Dortmund–Hamm (Westf)–Bielefeld–Minden sowie von der RB 69 „Ems-Börde-Bahn“ Münster–Hamm–Bielefeld bedient, sodass insgesamt ein Halbstundentakt besteht.
| Linie      | Verlauf | Takt   |
| ---------- | --- | ------ |
| RE 6 (RRX) | Rhein-Weser-Express: Köln/Bonn Flughafen – Köln Hbf – Dormagen – Neuss Hbf – Düsseldorf-Bilk – Düsseldorf Hbf – Düsseldorf Flughafen – Duisburg Hbf – Mülheim (Ruhr) Hbf – Essen Hbf – Wattenscheid – Bochum Hbf – Dortmund Hbf – Kamen – Hamm (Westf) Hbf – Heessen – Ahlen (Westf) – Beckum-Neubeckum – Oelde – Rheda-Wiedenbrück – Gütersloh Hbf – Bielefeld Hbf – Herford – Löhne (Westf) – Bad Oeynhausen – Porta Westfalica – Minden (Westf) Stand: Fahrplanwechsel Dezember 2023 | 60 min |
| RB 69      | Ems-Börde-Bahn (verkehrt zwischen Münster und Hamm zusammen mit der unter gleichem Namen fahrenden RB 89): Münster (Westf) Hbf – Münster-Hiltrup – Rinkerode – Drensteinfurt – Mersch (Westf) – Bockum-Hövel – Hamm (Westf) Hbf – Heessen – Ahlen (Westf) – Beckum-Neubeckum – Oelde – Rheda-Wiedenbrück – Gütersloh Hbf – Isselhorst-Avenwedde – Bielefeld-Brackwede – Bielefeld Hbf Stand: Fahrplanwechsel Dezember 2021                                                              | 60 min |

Der „Rhein-Weser-Express“ wird von der National Express Rail betrieben, die „Ems-Börde-Bahn“ wird von der Eurobahn betrieben.
In Neubeckum kreuzen sich die Bahnstrecken Hamm–Minden und Münster–Warstein. Bis 1975 wurde auf der letztgenannten Verbindung auch Personenverkehr betrieben, u. a. nach Münster, Warendorf und Lippstadt. Diese Strecke dient heute, neben dem regulären Güterverkehr, für Museumsfahrten mit Dampflok-Zügen von Münster über Beckum-Neubeckum nach Lippstadt, Erwitte, Anröchte im Möhnetal und Warstein. Die Bedeutung der Bahn ist auch im Wappen erkennbar.
Über die in Beckum-Neubeckum abzweigende Bahnstrecke Neubeckum–Warendorf bringt die Westfälische Landes-Eisenbahn den hochreinen Korrektiv-Kalkstein der Warsteiner Kalksteinbrüche zu den Zementwerken rund um das nördlich gelegene Ennigerloh, wo die im weiteren Verlauf abgebaute Strecke heute ihren Endpunkt hat.

### Straßenverkehr
Die Autobahn A2 (Oberhausen–Hannover–Berlin) führt südlich an Neubeckum vorbei. Die Ausfahrt Beckum (Nr. 20) befindet sich 2 km entfernt. Durch Beckum-Neubeckum verläuft die B 475 (Rheine–Soest). Münster ist 33 km (Luftlinie) nordöstlich entfernt.

## Schulen
Am Ort befinden sich zwei Grundschulen (Friedrich-von-Bodelschwingh-Schule, Roncalli-Schule) und das Kopernikus-Gymnasium. Aus der bis 2012 bestehenden Käthe-Kollwitz-Hauptschule wurde ein Standort der ortsübergreifenden Gesamtschule Ennigerloh-Neubeckum.

## Söhne und Töchter Neubeckums
- Aloys Gödde (1933–2013), mit 30 Jahren zum damalig jüngsten Bürgermeister (CDU) von Neubeckum und Nordrhein-Westfalen ernannt; ausgezeichnet mit dem Bundesverdienstkreuz am Bande.[14]
- Anja Höfer (* 1971), Journalistin und Fernsehmoderatorin
- Egon Körner (1908–1986), Architekt
- Johannes Meier (* 1948), römisch-katholischer Theologe
- Paul Rakow, kommunistischer Revolutionär und Bruder von Felix Wolf (eigentlich Werner Rakow), dem Mitbegründer der KPD. Paul Rakow wurde am 21. März 1901 in Neubeckum geboren, 1937 in der Sowjetunion erschossen.
- Thorsten Stuckmann (* 1981), Fußballprofi (Preußen Münster, Eintracht Braunschweig, Alemannia Aachen, England und Schottland)
- Michael Wiemann (* 1987), Fußballprofi (RW Ahlen, Hansa Rostock, SV Wehen Wiesbaden, CD Atlético Baleares/Palma de Mallorca)

## Personen Neubeckums
- Herbert Benedikt (1925–1987), österreichischer Maler, Grafiker und Mosaizist, lebte und arbeitete von 1959 bis zu seinem Tod am 23. Juli 1987 in Neubeckum und ist dort begraben;
- Ludwig Dinnendahl (1941–2014), Steinbildhauer, lebte von 1974 bis 2006 in Neubeckum;
- Josef Jakob (1896–1953), Regionalpolitiker und NS-Widerstandskämpfer, lebte von 1912 bis 1922 in Neubeckum;
- Fritz Kampers (1891–1950), Filmschauspieler und Ehemann von Lieselotte (gest. 1952), einer Enkelin Gustav Molls. Kampers ist in Neubeckum begraben;
- Gustav Moll (1844–1901), Unternehmer (s. auch Geschichte der Balcke-Dürr GmbH) und entscheidender Mitgründer Neubeckums, starb am 8. Mai 1901 in Neubeckum und ist dort begraben;
- Curt Prüssing (1896–1988), Unternehmer (s. Polysius), 1961 Ehrenbürger der Gemeinde Neubeckum, starb 1988 in München.
- Wilhelm Rincklake (1851–1927), Architekt, baute 1892 die römisch-katholische St. Joseph-Kirche in Neubeckum;
- Hannah Schreiber de Grahl (1864–1930), havelländische Malerin und Schülerin von Karl Hagemeister und Bernhard Buttersack, starb am 9. April 1930 in Neubeckum. Lovis Corinth malte ihr Porträt;
- Max Georg Freiherr von Twickel (1926–2013), Weihbischof, 1952 kurze Zeit Seelsorger in Neubeckum, 1953 Kaplan in St. Stephanus Beckum.
- Helga Uthmann (1933–2013), deutsche Schauspielerin und Hörspielsprecherin, lebte und verstarb in Neubeckum.
- Hermann Josef Real (* 1938), Anglist und Hochschullehrer, wurde in Neubeckum geboren

## Sehenswürdigkeiten

### Naturdenkmäler
- Dicke Eiche beim Hof Schulze Pellengahr mit einem Brusthöhenumfang von 6,88 m (2015).[15]

### Naturschutzgebiete
- Kalkhalbtrockenrasen (8 ha), Orchideenvorkommen[16]
- Vellerner Brook (110 ha), Waldmeister-Buchenwälder

### Landschaftsschutzgebiete

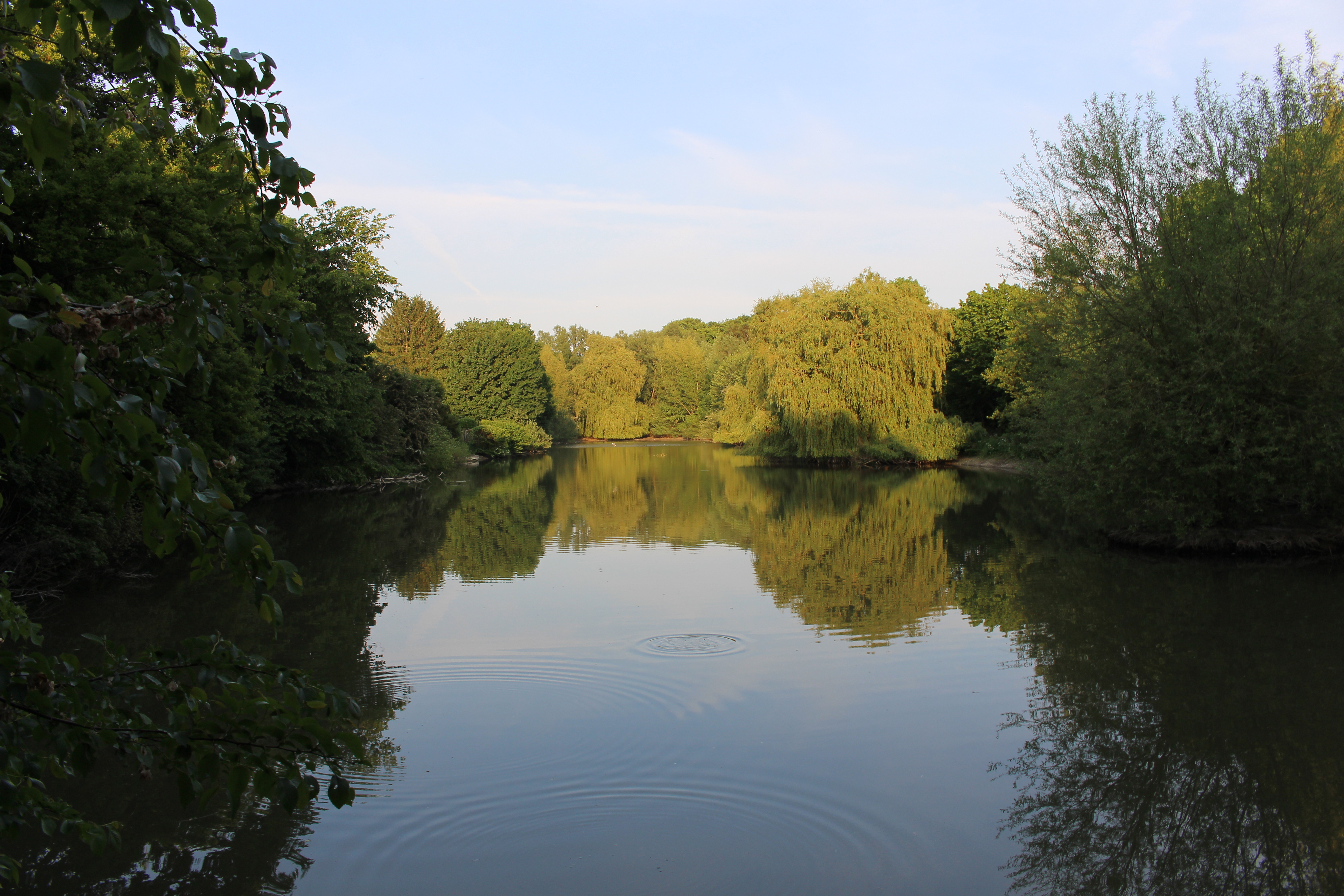
Hellbach-Teich in Neubeckum

- Ächterberg (172 ha)[16]
- Geistkamp (6 ha)
- Hellbach (74 ha)